# Федоровский, Владимир (писатель)
Владимир Фёдорович Федоро́вский (фр. Vladimir Fédorovski; род. 27 апреля 1950, Москва) — французский писатель русско-украинского происхождения. Бывший дипломат, выпускник МГИМО; историк (докторская степень, 1985); французский гражданин (с 1995); самый публикуемый во Франции писатель русского происхождения. Le Figaro представляла его как «бывшего советника Горбачёва, а позже — соратника Ельцина».
Родился в семье героя Второй мировой войны. Он «бывший советский дипломат и переводчик Леонида Брежнева, в годы перестройки входил в правление „Движения за демократические реформы“, был советником Михаила Горбачёва и Бориса Ельцина. В 1995 году по личному распоряжению президента Франции Жака Ширака Владимиру Федоровскому было предоставлено французское гражданство».

## Политические взгляды
Дал несколько интервью в прессе и по телевидению по политическим вопросам, касающихся России, в частности, интервью по вопросу освещения французской прессой одесской трагедии, о тенденциях сближения с Россией других стран, о собственном видении причин позиции Владимира Путина в отношении Украины, о выборе между Россией и исламистами для стран Запада на французском телеканале TV5Monde, о впечатлении от пресс-конференции Владимира Путина 18 декабря 2014 года.